# Indywidualne Mistrzostwa Wielkiej Brytanii na Żużlu 1992
Indywidualne mistrzostwa Wielkiej Brytanii na żużlu – cykl turniejów żużlowych mających wyłonić najlepszych żużlowców brytyjskich w 1992 roku. Tytuł wywalczył Gary Havelock z Bradford Dukes. 

## Finał
- 17 maja 1992 r. (niedziela),  Coventry

| Msc. | Zawodnik         | Klub              | Pkt  |  |  |
| ---- | ---------------- | ----------------- | ---- |  |  |
| 1    | Gary Havelock    | Bradford Dukes    | 13+3 |  |  |
| 2    | Martin Dugard    | Eastbourne Eagles | 13+2 |  |  |
| 3    | Andy Smith       | Coventry Bees     | 11   |  |  |
| 4    | Paul Thorp       | Bradford Dukes    | 10   |  |  |
| 5    | Kelvin Tatum     | Bradford Dukes    | 10   |  |  |
| 6    | Chris Louis      | Ipswich Witches   | 9    |  |  |
| 7    | Marvyn Cox       | Poole Pirates     | 9    |  |  |
| 8    | Simon Wigg       | Bradford Dukes    | 7    |  |  |
| 9    | Mark Loram       | King’s Lynn Stars | 7    |  |  |
| 10   | David Mullett    |                   | 6    |  |  |
| 11   | Dean Barker      |                   | 6    |  |  |
| 12   | Sean Wilson      | Bradford Dukes    | 5    |  |  |
| 13   | Graham Jones     |                   | 4    |  |  |
| 14   | Jeremy Doncaster | Ipswich Witches   | 4    |  |  |
| 15   | Joe Screen       | Belle Vue Aces    | 4    |  |  |
| 16   | Alun Rossiter    | King’s Lynn Stars | 0    |  |  |